# 알나스르 SC (두바이)

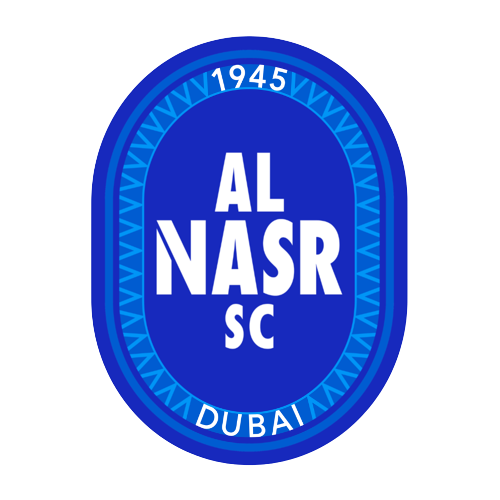

알나스르 스포츠 클럽(아랍어: النصر)은 아랍에미리트의 축구 클럽으로 두바이를 연고로 삼고 있다. 알나스르는 "승리"라는 뜻을 갖고 있는데 이 팀은 1945년에 창단 되었고 현재는 UAE 1부 리그에 출전하고 있다.
이 팀은 아랍에미리트에서 가장 오래된 축구 클럽이기도 하다.

## 역대 우승 기록

#### 국내
- UAE 1부 리그: 3
  - 우승 : 1978, 1979, 1986

- UAE 아미르컵: 3
  - 우승 : 1985, 1986, 1989

- UAE 유니언컵: 3
  - 우승 : 1988, 2000, 2002

#### 아시아
- 아시안 클럽 챔피언십: 2회 참가

1987-88: 예선 라운드
1997-98: 1라운드에서 기권
- AFC 챔피언스리그: 1회 참가

2012:
- 아시안 컵 위너스컵: 1회 참가

1993-94: 1라운드

## 역대 감독
| 감독            | 임기        |
| --------------- | ----------- |
| 체사레 프란델리 | 2017 ~ 2018 |
| 라몬 디아스     | 2021 ~ 2022 |

## 다른 종목
알나스르는 축구 외에도 배구, 핸드볼, 농구, 그리고 탁구 팀을 운영하고 있다.

## 선수 명단

### 현역
참고: FIFA 자격 규정에 따라 소속된 국가대표팀 국기를 표시합니다. 선수는 복수의 FIFA 비회원국 국적을 가지고 있을 수 있습니다.
| 번호 | 포지션 | 국적                  | 이름              |
| ---- | ------ | --------------------- | ----------------- |
| 5    | DF     | 보스니아 헤르체고비나 | 사미르 메미세비치 |
| 11   | FW     |                       | 마놀로 가비아디니 |
| 28   | FW     | 코트디부아르          | 압둘라예 투레     |
| 38   | MF     | 세네갈                | 무사 은디아예     |
| 39   | MF     | 가나                  | 에반스 암포포     |

| 번호 | 포지션 | 국적   | 이름      |
| ---- | ------ | ------ | --------- |
| 49   | MF     | 모로코 | 아델 타랍 |